# Fajã de Baixo
Fajã de Baixo é uma freguesia portuguesa do município de Ponta Delgada, com 4,05 km² de área e 4924 habitantes (censo de 2021). A sua densidade populacional é 1 215,8 hab./km².
Fajã de Baixo tem uma estrada que liga Fenais da Luz e Ponta Delgada. A atividade principal é a agricultura e a cultura do ananás em estufas de vidro.

## Demografia
A população registada nos censos foi:
| Distribuição da População por Grupos Etários | Distribuição da População por Grupos Etários | Distribuição da População por Grupos Etários | Distribuição da População por Grupos Etários | Distribuição da População por Grupos Etários |
| -------------------------------------------- | -------------------------------------------- | -------------------------------------------- | -------------------------------------------- | -------------------------------------------- |
| Ano                                          | 0-14 Anos                                    | 15-24 Anos                                   | 25-64 Anos                                   | > 65 Anos                                    |
| 2001                                         | 972                                          | 777                                          | 2416                                         | 388                                          |
| 2011                                         | 911                                          | 658                                          | 2970                                         | 511                                          |
| 2021                                         | 674                                          | 591                                          | 2927                                         | 732                                          |

## Cultura
- Museu do Ananás, instalada numa sala de um edifício adjacente à Plantação de Ananases Augusto Arruda.
- Centro de Interpretação da Cultura do Ananás, na antiga Casa do Povo
- Centro de Estudos de Natália Correia

## Localidades adjacentes
- São Pedro, norte, este
- Ponta Delgada (centro), sudoeste
- Fajã de Cima, noroeste

## Personalidades célebres
- Natália Correia (1923 - 1993)
- Jaime Gama (1947 - )
- Augusto Rebelo Arruda (1888 - 1964)
- José Leite Barbosa (1893 - 1972)